# 北大ポプラ並木

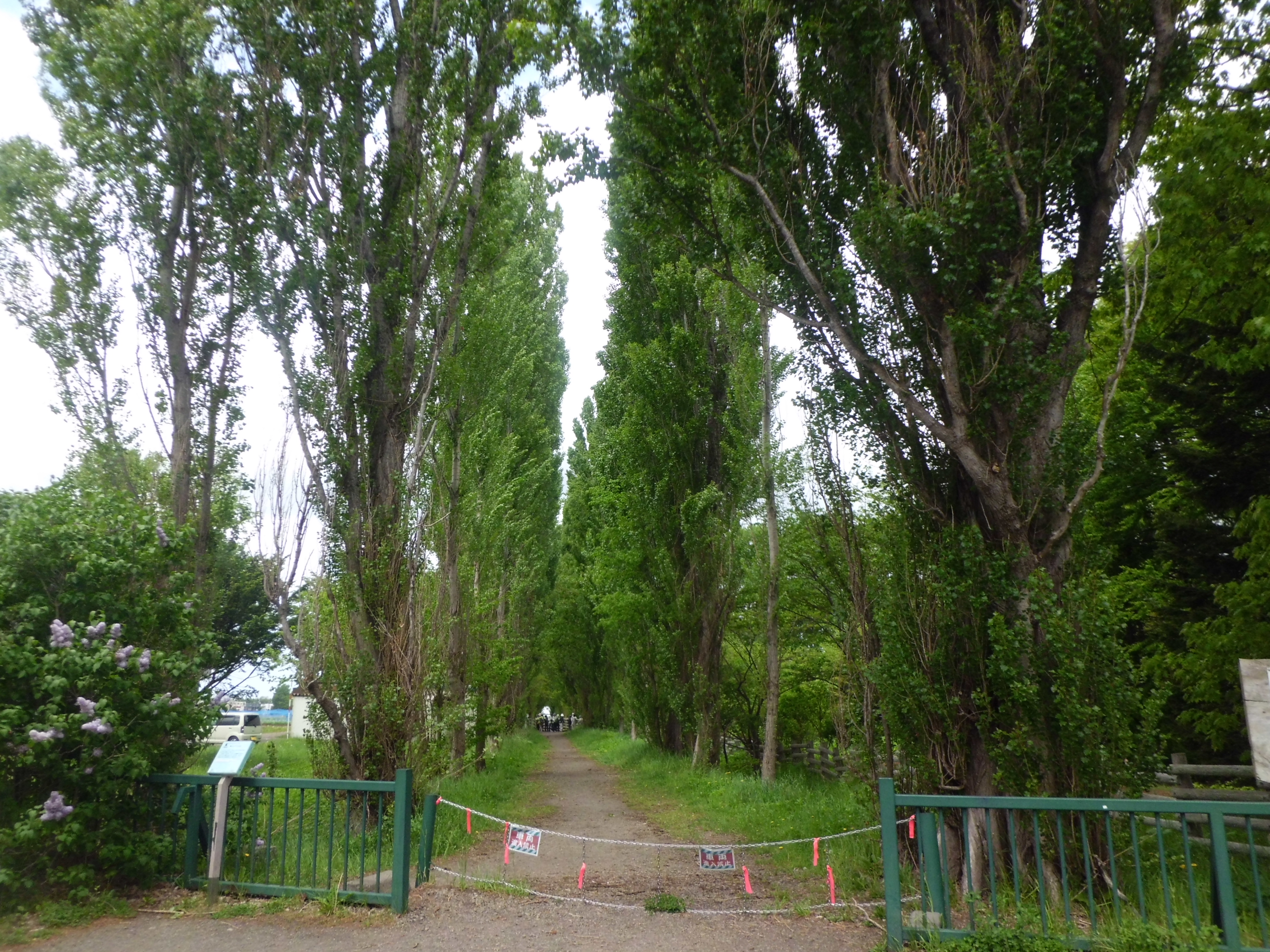
ポプラ並木（2015年5月）

北大ポプラ並木（ほくだいポプラなみき）は、北海道大学札幌キャンパスにあるポプラの並木道。

## 北大ポプラ並木

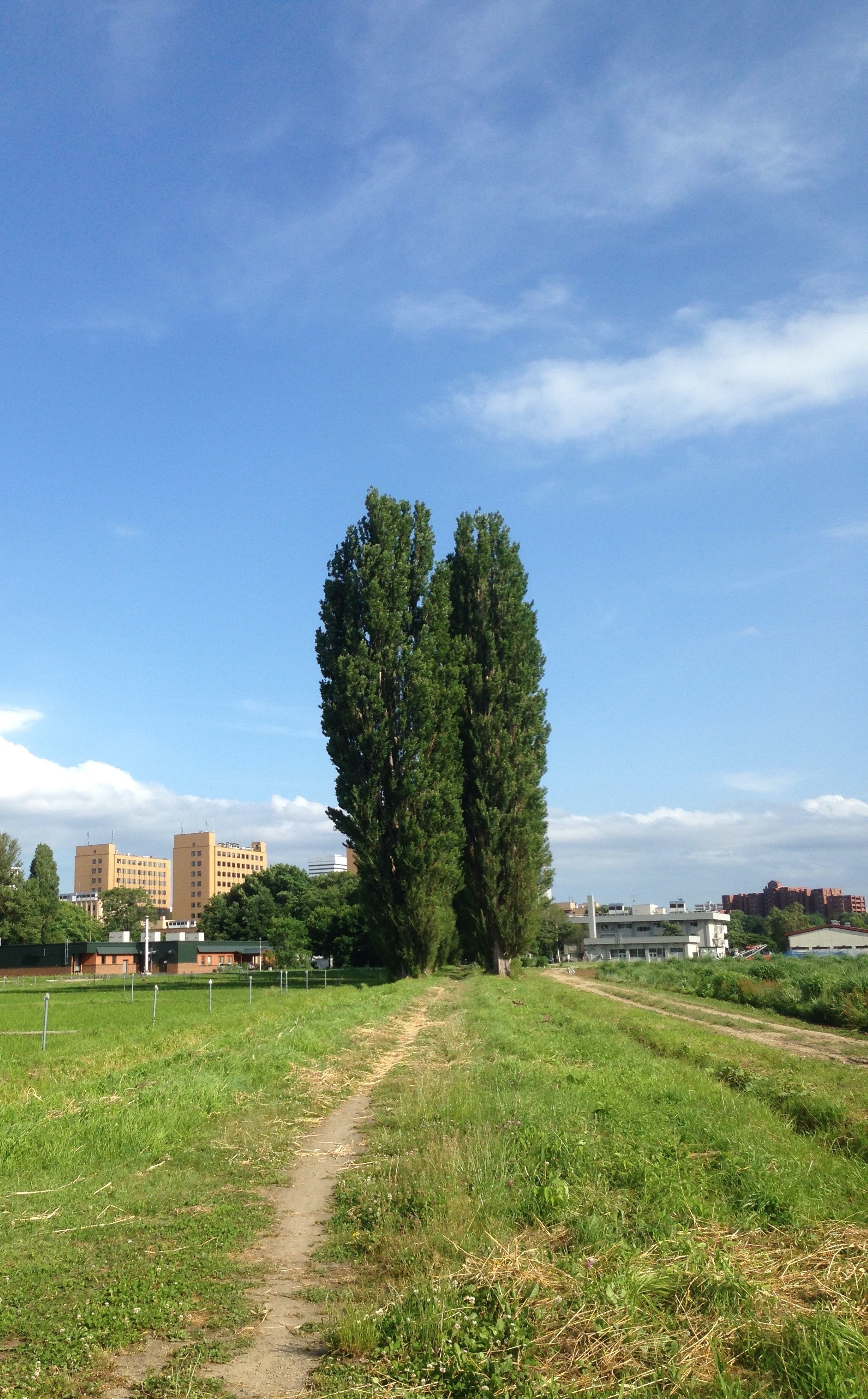
北大第一農場から望むポプラ並木（2014年）

北海道大学のシンボルであり、観光地として有名なポプラ並木。日本政府観光局の訪日外国人向けサイトでは、札幌市時計台、北海道庁旧本庁舎と並ぶ札幌市の観光名所として紹介されている。
理学部の裏手から第1農場へと続いている。さっぽろ・ふるさと文化百選のNo.088、ならびに北区歴史と文化の八十八選のうち、「1.文学と学問の道〈鉄西・幌北コース〉」に属する「15.北大ポプラ並木」として選定されている。
元となったのは、北大の前身である札幌農学校の第2代校長・森源三の息子、森廣が1903年（明治36年）にアメリカから持ち帰った数本の並木である。これを南鷹次郎教授が農道のアカシア並木に続くように植えて育てた。1911年（明治44年）、新渡戸稲造に同行してアメリカにわたった南は、農場の風除けにするために多くのポプラを購入して持ち帰った。翌1912年（明治45年）、これを上田半二郎助手や林学科の学生たちが森のポプラに加えて植え、並木が出来上がった。
1954年（昭和29年）、洞爺丸台風によって数本のポプラが倒れた。1959年（昭和34年）の台風による被害はそれ以上に甚大で、10本以上が倒木となり、大学内では伐採論が唱えられるようになった。だが、小学3年生女子からの「切らないで」という手紙を受け取った町村金五北海道知事の働きかけにより、新たな苗木が植えられ、以前にも増して立派なポプラ並木となった。しかしその後、倒木の危険があるという理由で立ち入りが禁止されるようになった。

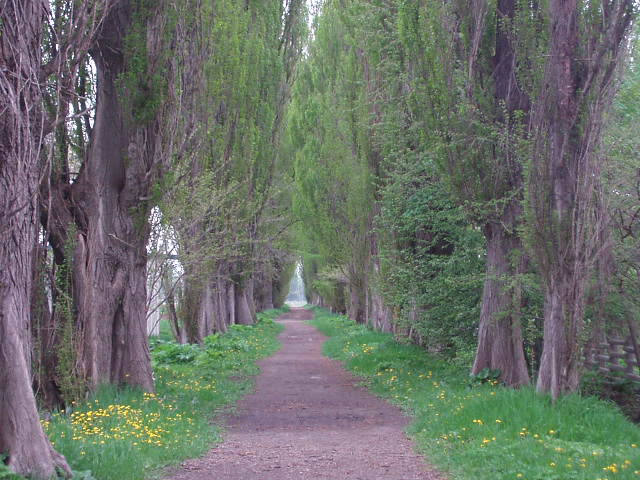
在りし日のポプラ並木（2004年5月）

2004年（平成16年）9月8日、札幌を襲った台風18号によって北大キャンパスの木々は壊滅的な状態に陥った。約50本のポプラ並木のうち、残ったのは立て直した2本を含めて32本だった。旭川市の製材所に運び込まれたポプラ倒木のうち、良質の板が取れた1本を使ってチェンバロが作られた。並木が抜けた箇所には若木が植えられ、また路上にウッドチップを敷く整備がなされることで、一部の立ち入り規制が解かれ散策が可能になった。

## 北大ポプラ並木が登場する作品
- 仮面ライダー
- ママレード・ボーイ
- 鏡の中の笑顔たち
- 動物のお医者さん

この他、過去には札幌テレビ放送のクロージング映像に使われたこともあった。

## 花木園

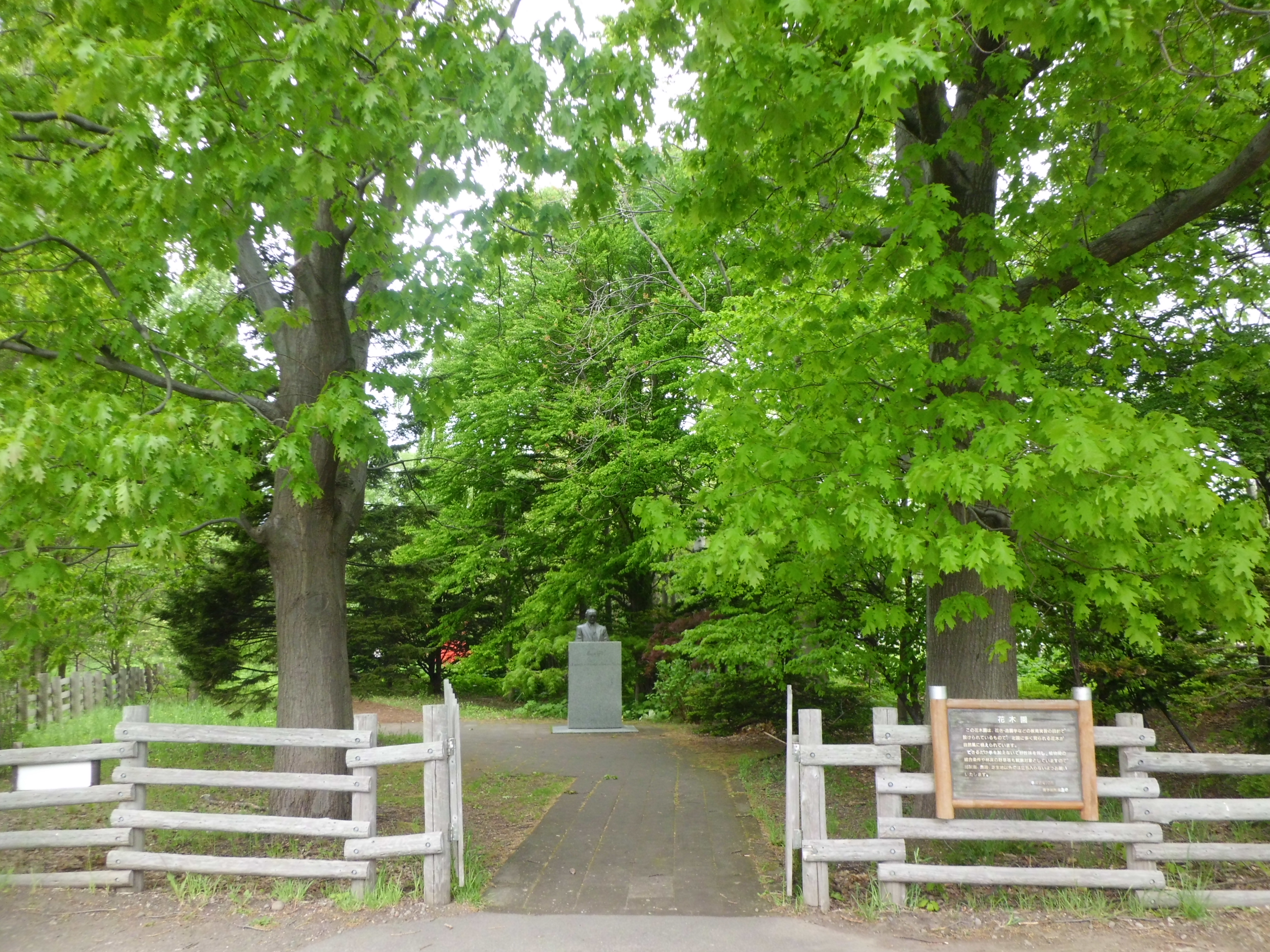
花木園

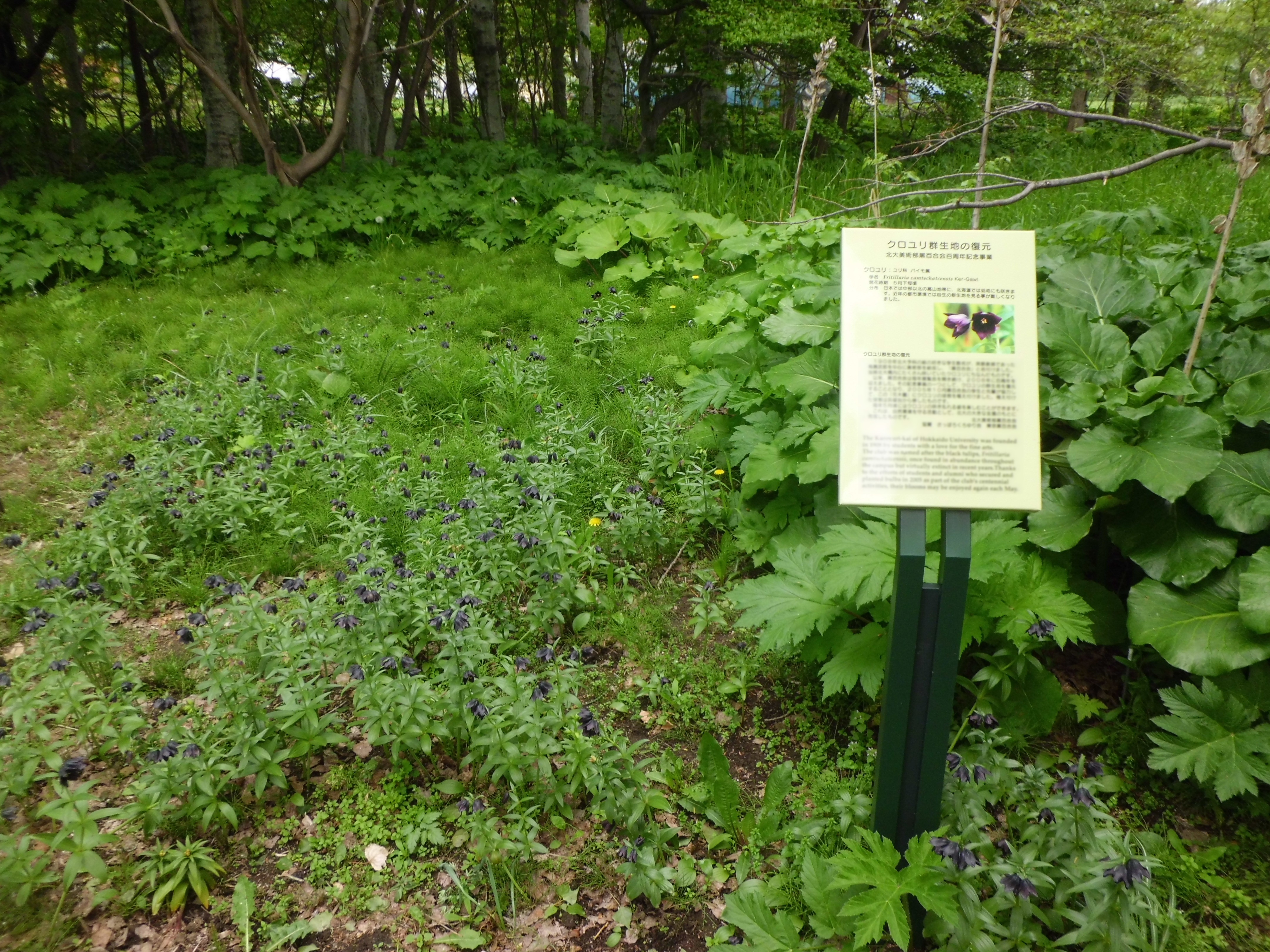
クロユリの群生

ポプラ並木に隣接する植物庭園。並木が立ち入り禁止だった頃は、この庭園から柵越しに鑑賞する方式がとられていた。
入り口近くには新渡戸稲造の胸像が据えられている。
かつて北大構内に数多く見られたが、開発によって消失したクロユリの群生を再現しようという試みが花木園でなされており、約700個の球根が植えられている。

## 平成ポプラ並木

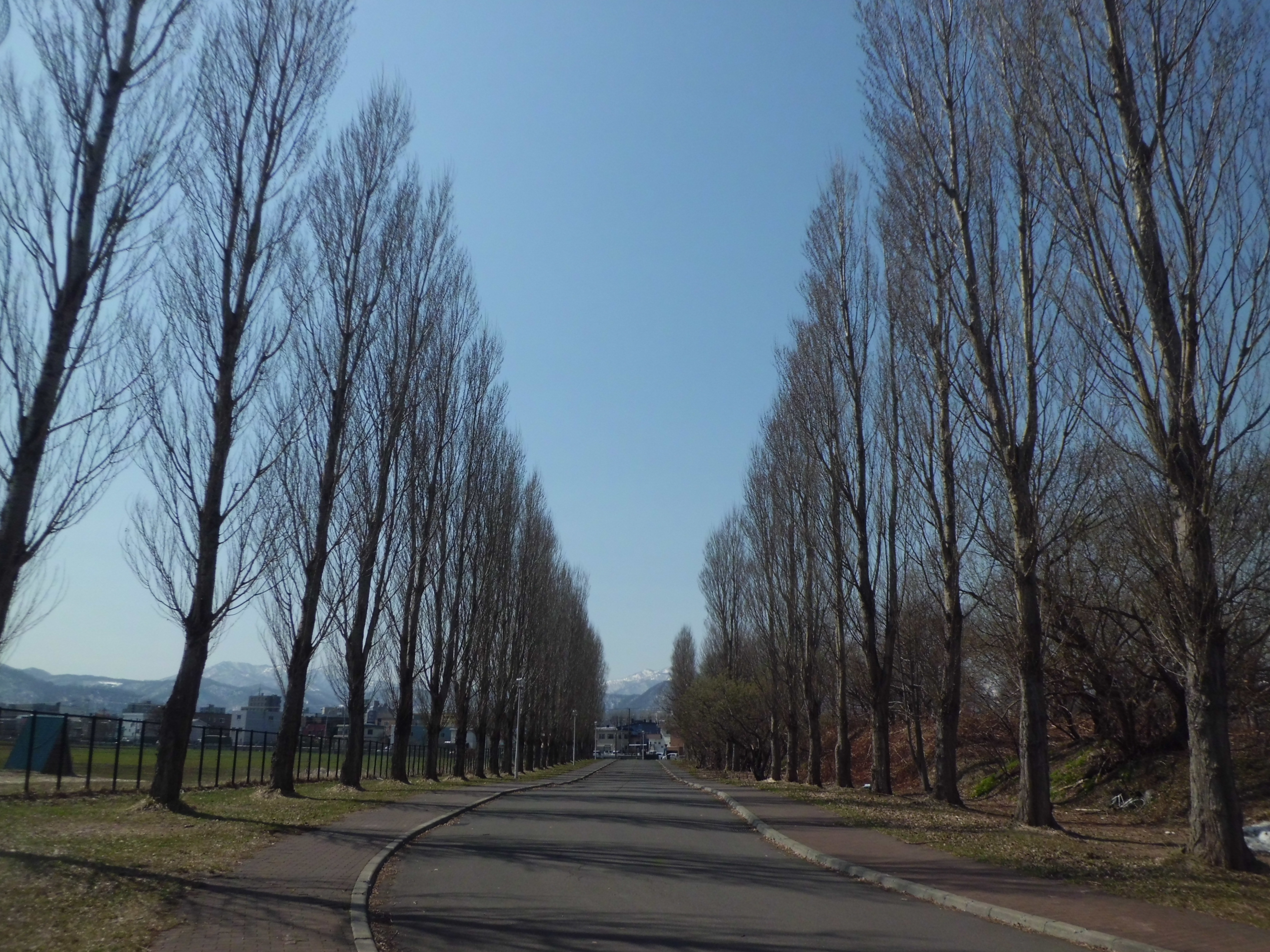
平成ポプラ並木

既存のポプラ並木の老朽化に伴い、2000年（平成12年）10月、北大創基125周年記念事業の一環として植樹された新しいポプラ並木。若木は旧ポプラを挿し木によって増やしたクローンである。所在地は旧ポプラ並木から農場を隔てて500メートルほど北であり、手稲山を望むように東から西へ延びている。

## 中央通沿いのポプラ並木

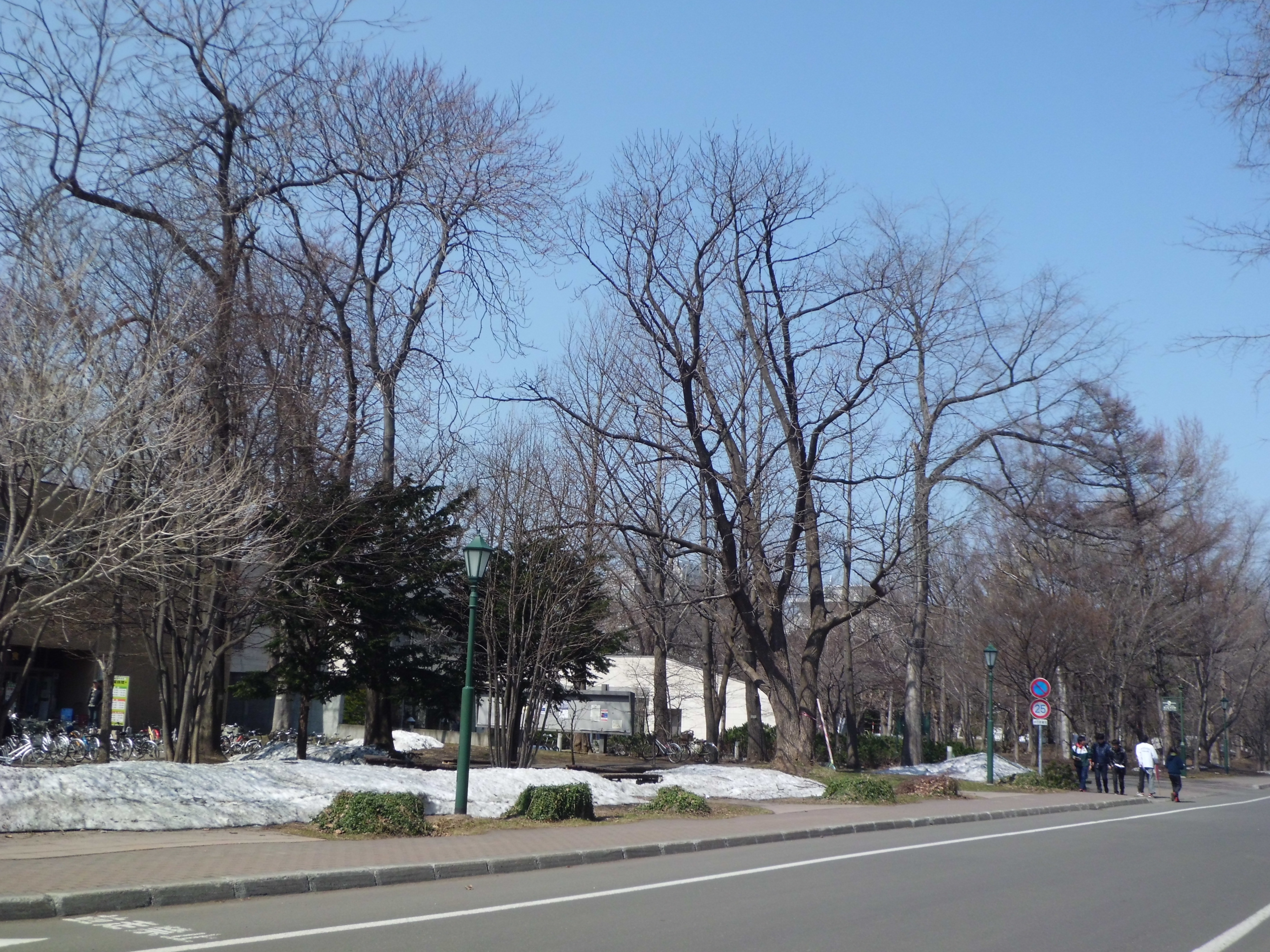
ポプラの切り株

かつては北大キャンパスのメインストリート沿い、中央食堂の前にもポプラが植えられていたが、すでに伐採されて切り株だけが残されている。
2001年（平成13年）1月、樹木医の検査によって、倒れるおそれから伐採すべき「危険木」やその可能性がある「要注意木」が洗い出され、大学の広報に掲載された。それに対し、適切な処置を行えば伐採を避けられるのではないかという異論が唱えられ、堀淳一を代表とする「北大キャンパスの樹木を考える市民の会」が結成された。会の活動の結果、伐採予定だったハルニレ4本の延命は決まったものの、「危険木」10本、「要注意木」2本と診断されていた中央通沿いのポプラの伐採は覆らなかった。理由の一つは、秒速32メートルの風が吹けばハルニレは耐えられるもののポプラは倒れるという、工学部での風洞実験の結果だった。「市民の会」は決定に対して強硬に反対することはせず、代わりにポプラ材を用いた記念品を作ってはどうかと提案したが、「これらの木材は国家財産だから市民に配布はできない」と却下された。
伐採から2年後、平成16年台風第18号の被害を見た人々からは、「やはり切っておいてよかった」という声が上がった。伐採反対派の意見には「秒速30メートルの強風が吹くときに人通りがあると考えるのは非常識だ」というものがあったが、実際の台風当日には雨が降っていなかったこともあり、多くの学生が無防備に樹木の下を歩いていたのである。